# Битва при Кёнигингофе
Битва при Кёнигингофе состоялась 29 июня 1866 года во время Австро-прусско-итальянской войны.

## Перед боем
После поражения 10-го австрийского корпуса у Траутенау, а также 6-го и 8-го корпуса у Скалице австрийский главнокомандующий Бенедек решил сосредоточить армию у Сальней и здесь, под прикрытием Эльбы, дать генеральное сражение.
Между тем, гвардейский прусский корпус 29 июня получил приказание наступать от деревни Праусниц к Кёнигингофу для захвата переправ на Эльбе. Одновременно с этим командир 10-го австрийского корпуса генерал-лейтенант Габленц получил приказание перейти из Пильникау в Яромерж и Дубинец. Габленц приказал своему корпусу двигаться через Праусниц и Кёнигингоф.
Таким образом, обе стороны должны были 29 июня наступать к Кёнигингофу. Австрийцам предстояло от Пильникау пройти 24 км; пруссакам от Праусница всего 12 км.
Габленц назначил выступление на 4:30 и направил весь свой корпус к Кёнигингофу по левому берегу Эльбы в одной колонне. В авангарде шли 10 рот и полэскадрона под начальством полковника Стоклина (всего около 800 человек). За авангардом двигались все обозы и артиллерийские парки, затем главные силы, а позади пехоты драгунский полк.

## Ход сражения
По подходе авангарда к Кёнигингофу (около 11:00) Габленц приказал ему занять северную часть города для обеспечения переправы главных сил корпуса через Эльбу, которые начали подходить к Кёнигингофу в 12:00.

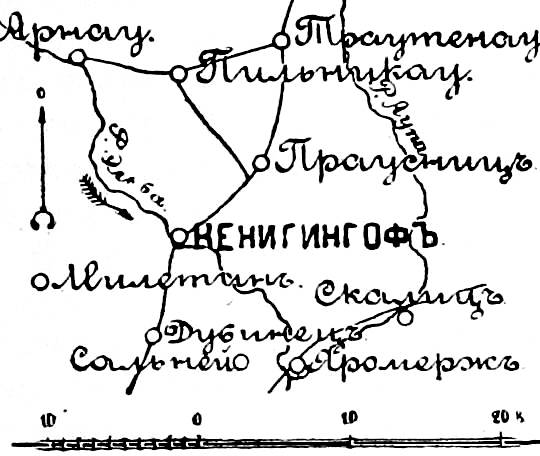
Театр военных действий
(карта из статьи «Кенигингоф»
«Военная энциклопедия Сытина»)

Между тем прусский гвардейский корпус выступил из Буркерсдорфа (в 3 км к северу от Праусница) только в полдень 29 июня. В авангарде шла бригада полковника Кесселя (4 с половиной батальона, 2 эскадрона, 2 батареи и 1 пионерная рота), которая около 14:00 подошла к Кёнигингофу. В это время переправа главных сил австрийцев ещё не была закончена. Кессель приказал авангарду немедленно атаковать австрийцев с фронта и с левого фланга.
Тем временем на правом берегу командир австрийской бригады генерал Кнебель успел по собственной инициативе выставить резервную артиллерию и открыть сильный огонь по неприятелю. Атака пруссаков с фронта была отбита; предпринятый же ими глубокий обход тоже не достиг своей цели: обходящие части, заметив, что атака на фронт отбита, отступили.
После 15:00 к прусскому авангарду подошёл весь гвардейский корпус. Стоклин, несмотря на численное превосходство противника, решил удерживать Кёнигингоф до тех пор, пока все австрийские войска не переправятся через Эльбу.
Прусский авангард в скором времени был усилен частями головной дивизии генерала Гиллера. Август Вюртембергский поручил Гиллеру немедленно овладеть Кёнигингофом. После продолжительного боя за окраину города, пруссакам удалось ворваться в город и отрезать австрийский авангард от мостов.
Последний (превратившийся уже в арьергард) геройски продолжал задерживать наступление пруссаков, защищаясь в домах города. К вечеру он почти весь был уничтожен, и только незначительная часть его попала в плен.
Пруссаки пытались переправиться через Эльбу вслед за австрийцами, но были отбиты с противоположного берега резервной артиллерией Кнебеля. После этого они не пытались больше переправятся и выжидали, пока австрийцы сами не отойдут от Кёнигингофа. С наступлением же сумерок части гвардейского корпуса перешли на правый берег Эльбы.

## Итоги сражения
В общем австрийцам сравнительно легко удалось выйти из того трудного положения, в которое они сами себя поставили поздним наступлением и неправильной организацией флангового отступательного марша. Решающую роль в этом сыграли оборона австрийского отряда полковника Стоклина, действия резервной артиллерии и относительно пассивное ведения боя самими пруссаками.
Пруссаки же, захватив переправу у Кёнигингофа, выполнили свою задачу, но поздним своим наступлением облегчили положение неприятеля.
Потери австрийцев — 23 офицера и 462 нижних чина убитыми и ранеными, без вести пропавшими 135 нижних чинов и пленными — 3 офицера и 166 нижних чинов; пруссаки потеряли 2 офицеров и 68 нижних чинов убитыми и ранеными.